# Saint-Yzans-de-Médoc
Saint-Yzans-de-Médoc é uma comuna francesa na região administrativa da Nova Aquitânia, no departamento da Gironda. Estende-se por uma área de 11,54 km². Em 2010 a comuna tinha 389 habitantes (densidade: 33,7 hab./km²).